# Apalis
Az Apalis a madarak osztályának verébalakúak (Passeriformes) rendjébe és a szuharbújófélék (Cisticolidae) családjába tartozó nem.

## Rendszerezés
A nembe az alábbi fajok tartoznak:
- Namulu-liánposzáta (Apalis lynesi) vagy Apalis thoracica lynesi
- Taita-liánposzáta (Apalis fuscigularis)
- fehérszárnyú liánposzáta (Apalis chariessa)
- Apalis thoracica
- Apalis flavigularis Shelley, 1893 vagy Apalis thoracica flavigularis
- Apalis nigriceps
- Apalis jacksoni
- Apalis chariessa
- Apalis binotata
- Apalis personata
- fehértorkú liánposzáta (Apalis flavida)
- örvös liánposzáta (Apalis viridiceps) vagy Apalis flavida viridiceps
- Apalis ruddi
- Apalis sharpei
- Apalis rufogularis
- Apalis argentea
- Apalis bamendae
- Apalis goslingi
- Apalis porphyrolaema
- Apalis kaboboensis
- Apalis chapini
- Apalis melanocephala
- Apalis chirindensis
- Apalis cinerea
- Apalis alticola
- Apalis karamojae
- Apalis rufifrons vagy Urorhipis rufifrons